# Funcinpec
Funcinpec és l'abreujament (en francès de: Front Uni National pour un Cambodge Indépendant, Neutre, Pacifique, et Coopératif) que es tradueix com "Front Unit Nacional per una Cambodja Independent, Neutral, Pacífica i Cooperativa". En l'actualitat governa en coalició amb el Partit Popular de Cambodja. En l'Assemblea Nacional de Cambodja tenia per 2003 26 membres, dels quals 123 van ser triats en un 20.8% de vots.
Aquest partit té per origen al príncep Norodom Sihanouk qui va ser rei fins que va abdicar en favor del seu fill Norodom Sihamoní en l'any 2004. Fins a octubre de l'any 2006 el Partit va ser liderat pel fill major de Sihanouk, el príncep Norodom Ranariddh. En l'actualitat el president del partit és Keo Puth Rasmey.
En els anys 80 el Funcinpec va formar part de la resistència armada en contra de la invasió vietnamita a Cambodja que va començar en l'any 1979 i que va precipitar la caiguda del règim dels Khmers rojos. El seu braç armat va ser conegut com l'Exèrcit Nacional de Sihanouk.